# تاداهيرو أكيبا
تاداهيرو أكيبا (秋葉 忠宏) مواليد 13 أكتوبر 1975 في اليابان، هو لاعب كرة قدم ياباني دولي سابق كان يلعب كلاعب وسط.

## المسيرة الاحترافية

### أندية لعب لها
- جيف يونايتد إتشيهارا تشيبا
- أفيسبا فوكوكا
- سيريزو أوساكا
- آلبيركس نيغاتا
- توكوشيما فورتيس.[1]

## روابط خارجية
- تاداهيرو أكيبا على موقع الاتحاد الدولي (مؤرشف)  (الإنجليزية)
- تاداهيرو أكيبا على موقع رابطة كرة القدم اليابانية للمحترفين (اليابانية)
- تاداهيرو أكيبا على موقع قاعدة بيانات كرة القدم.إي يو (الإنجليزية)
- تاداهيرو أكيبا على موقع Soccerway.com (الإنجليزية)
- تاداهيرو أكيبا على موقع عالم كرة القدم.نت (الإنجليزية)
- تاداهيرو أكيبا على موقع أوليمبيديا (الإنجليزية)